# Asopinae
Asopinae (лат.) — подсемейство полужесткокрылых насекомых из семейства щитников. Эти клопы являются космополитами и распространены во всех зоогеографических областях. Около половины всех видов сосредоточены в Юго-Восточной Азии и Океании.

## Экология
Ведут хищный образ жизни. Только личинки первого возраста питаются соками растений. У личинок более старших возрастов и имаго питание растительными соками является дополнительным.

## Классификация
Подсемейство включает в себя 303 вида из 67 родов:
- Afrius (Syn. Subafrius)
- Alcaeorrhynchus (Syn. Mutyca)
- Amyotea
- Anasida
- Andrallus (Syn. Audinetia)
- Apateticus
- Apoecilus
- Arma
- Australojalla
- Blachia (Syn. Sesha)
- Brontocoris
- Bulbostethus
- Canthecona
- Cantheconidea
- Cazira (Syn. Acicazira, Breddiniella, Metacazira, Teratocazira)
- Cecyrina
- Cermatulus
- Colpothyreus
- Comperocoris
- Coryzorhaphis (Syn. Gilva)
- Damarius
- Dinorhynchus (Syn. Neoglypsus)
- Discocera (Syn. Acanthodiscocera, Paradiscocera)
- Dorycoris (Syn. Claudia)
- Ealda
- Eocanthecona
- Euthyrhynchus
  - Euthyrhynchus floridanus (Linnaeus, 1767)
- Friarius
- Glypsus (Syn. Cataglypsus, Epiglypsus, Paraglypsus)
- Hemallia (Syn. Allia)
- Heteroscelis (Syn. Agerrus, Bodetria, Heterosceloides)
- Hoploxys
- Jalla
  - Jalla dumosa (Linnaeus, 1758)
- Jalloides
- Leptolobus (Syn. Moyara)
- Macrorhaphis
- Marmessulus (Syn. Marmessus)
- Martinia
- Martinina (Syn. Incitatus)
- Mecosoma
- Megarhaphis
- Mineus
- Montrouzieriellus (Syn. Acanthomera, Heteropus)
- Oechalia (Syn. Hawaiicola)
- Oplomus (Syn. Catostyrax, Polypoecilus, Stictocnemis)
- Ornithosoma
- Parajalla (Syn. Neojalla)
- Parealda
- Perillus (Syn. Gordonerius, Perilloides)
- Picromerus
- Pinthaeus
- Planopsis
- Platynopiellus
- Platynopus
- Podisus (Syn. Eupodisus, Telepta)
- Ponapea
- Pseudanasida
- Rhacognathus
- Stiretrus (Syn. Karaibocoris, Oncogaster, Stictocoris, Stictonotion, Stictonotus, Stiretroides, Stiretrosoma)
- Supputius
- Troilus
- Tylospilus
- Tynacantha
- Tyrannocoris
- Zicrona